# Applied Materials
Applied Materials, Inc. er en amerikansk virksomhed, der leverer udstyr, service og software til fremstilling af halvledere (integrerede kredsløb). De har hovedkvarter i Santa Clara, Californien.
Virksomheden blev etableret i 1967 af Michael A. McNeilly, og i 1972 blev den børsnoteret.